# آرش (خواننده)
آرش لَبّاف (زادهٔ ۳ اردیبهشت ۱۳۵۶) که با نام آرش شناخته می‌شود، خواننده، هنرمند و تهیه‌کننده موسیقی ایرانی-سوئدی است.
او به همراه آیسل در مسابقه آواز یوروویژن ۲۰۰۹، نمایندهٔ آذربایجان بود و با ترانهٔ ″همیشه″ سوم شد. وی همچنین یکی از داوران مسابقه استعدادیابی ایرانی، پرشیاز گات تلنت بوده است.
آرش با خوانندگانی نظیر؛ شگی، شان پال، تی-پین، اسنوپ داگ، ماهامبی، نیوشا، پیت‌بول، ارا استرفی، هلنا، ابی، بهزاد لیتو و ساسی و نوید زردی همکاری کرده است.

## اوایل زندگی
آرش لَبّاف در ۳ اردیبهشت ۱۳۵۶ (۲۳ آوریل ۱۹۷۷) در تهران متولد شد. او، پدر، مادر و دو برادرش در نزدیکی پارک ملت زندگی می‌کردند. آرش تا سن نه سالگی در تهران زندگی کرد و پس از آن به سوئد نقل‌مکان کرد، جایی که هنوز در آنجا زندگی می‌کند. آرش و خانواده‌اش در آغاز به شهر اوپسالا و پس از آن به مالمو رفتند. وی در گفت‌وگو با تلویزیون بی‌بی‌سی فارسی گفته است که مادر و پدرش به ترتیب، از شهرهای شیراز و اصفهان هستند.
آرش لباف در مصاحبه‌های خود اعلام کرده است که به فوتبال علاقه دارد. بر همین اساس، ترانه‌هایی دربارهٔ فوتبال خوانده است. همچنین آرش در مصاحبه با دویچه وله اظهار داشت که از کودکی به خوانندگی علاقه داشته و حتی با دوستانش یک گروه غیررسمی تشکیل داده است.

## حرفه

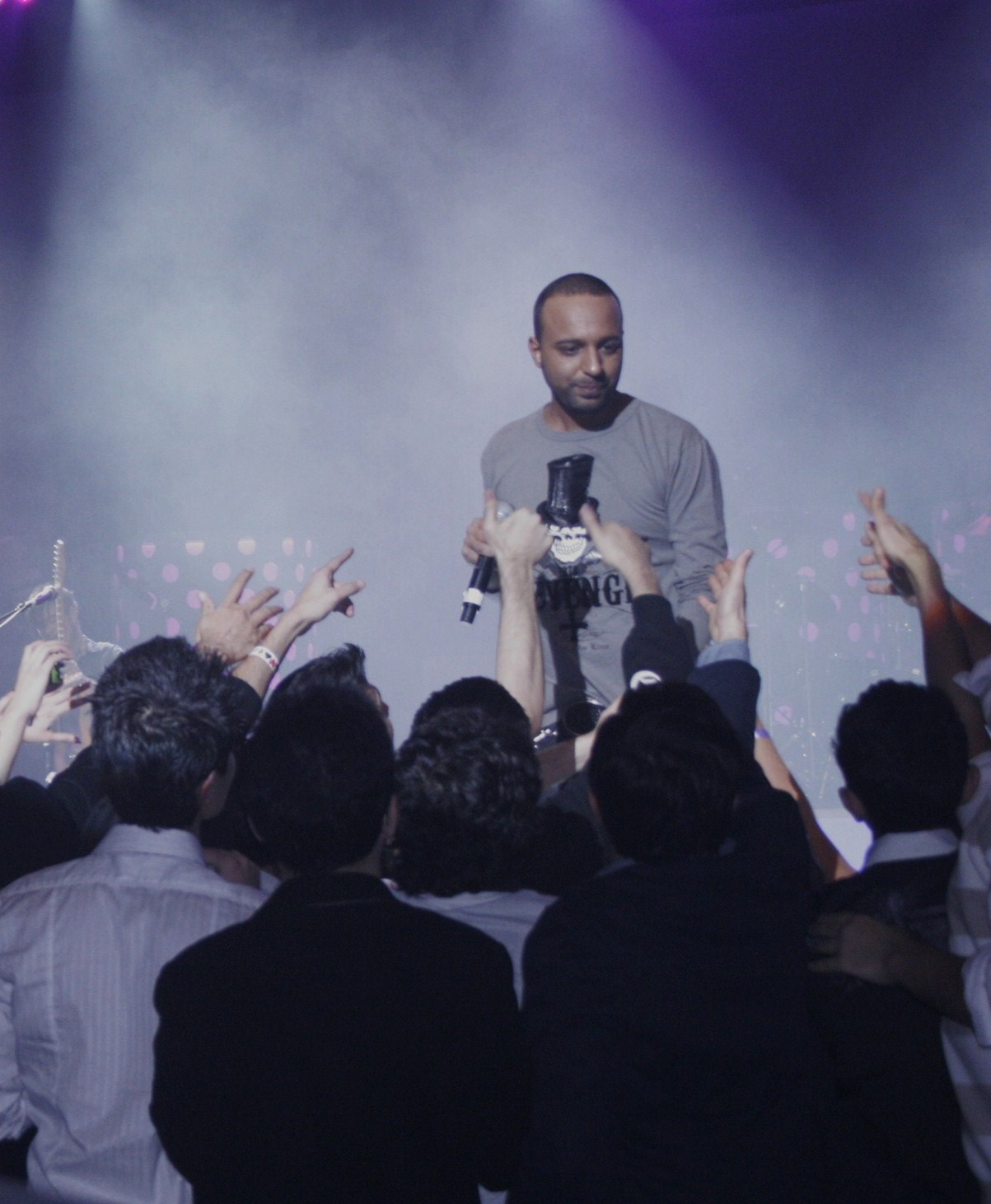
آرش لباف در لاس وگاس (۲۰۰۸ میلادی)

آرش به دلیل اشتیاقش به موسیقی، پس از تحصیل در دانشگاه، شروع به نوشتن موسیقی کرد. در ابتدا کار خود را در گروهی به همراهی کامرون کارتیو و چند تن دیگر آغاز کرد که در کلوپ‌ها و بارها می‌خواندند، اما پس از پیشرفت بیشتر در موسیقی، نخستین آلبوم خود را با نام آرش در ۱ فوریه ۲۰۰۵ منتشر کرد که در جدول‌های موسیقی تاپ ۱۰ سوئد شماره یک شد و پس از مدتی در اروپا به شهرت رسید. آلبوم او سومین آلبوم پرفروش شناخته شد. وی دلیل انتخاب آواز به زبان مادری خود را «وابستگی عمیقش به ایران و فرهنگ پارسی» عنوان کرده است. آرش پیش از جام جهانی فوتبال ۲۰۰۶، ترانهٔ «ایران ایران» را به نمایندگی از کشور ایران با همان ملودی «موسیقی زبان من است» اجرا کرد. این ترانه بعدها با نام «ایران ایران ۲۰۱۴» در آلبوم سوپرمن وی قرار گرفت.
او همچنین بازیگری را، با حضور در فیلم فصل کرگدن به کارگردانی بهمن قبادی تجربه کرده است. آرش در فصل کرگدن با بهروز وثوقی و مونیکا بلوچی هم‌بازی بودهاست.
آرش در سال ۲۰۱۶ میلادی، ترانه‌ای به همراهی اسنوپ داگ (رپر آمریکایی) به اسم وای خدای من "Oh My God" خواند که نماهنگ آن در یوتیوب تاکنون بیش از ۲۰۰ میلیون بازدیدکننده داشته است. او به مناسبت جام جهانی ۲۰۱۸ در ۱۴ ژوئن همان سال تک‌آهنگ گلی گلی "Goalie Goalie" را به همراه نیوشا، پیت‌بول و بلانکو منتشر کرد. آرش در ترانهٔ لوندیا ″Lavandia″ که در سال ۲۰۲۱ میلادی منتشر شد، با مارشملو، آهنگ‌ساز سرشناس آمریکایی همکاری کرده است. آرش همچنین جزو داوران فصل اول مسابقه استعدادیابی ایرانی، پرشیاز گات تلنت بوده است.

## مسابقه آواز یوروویژن

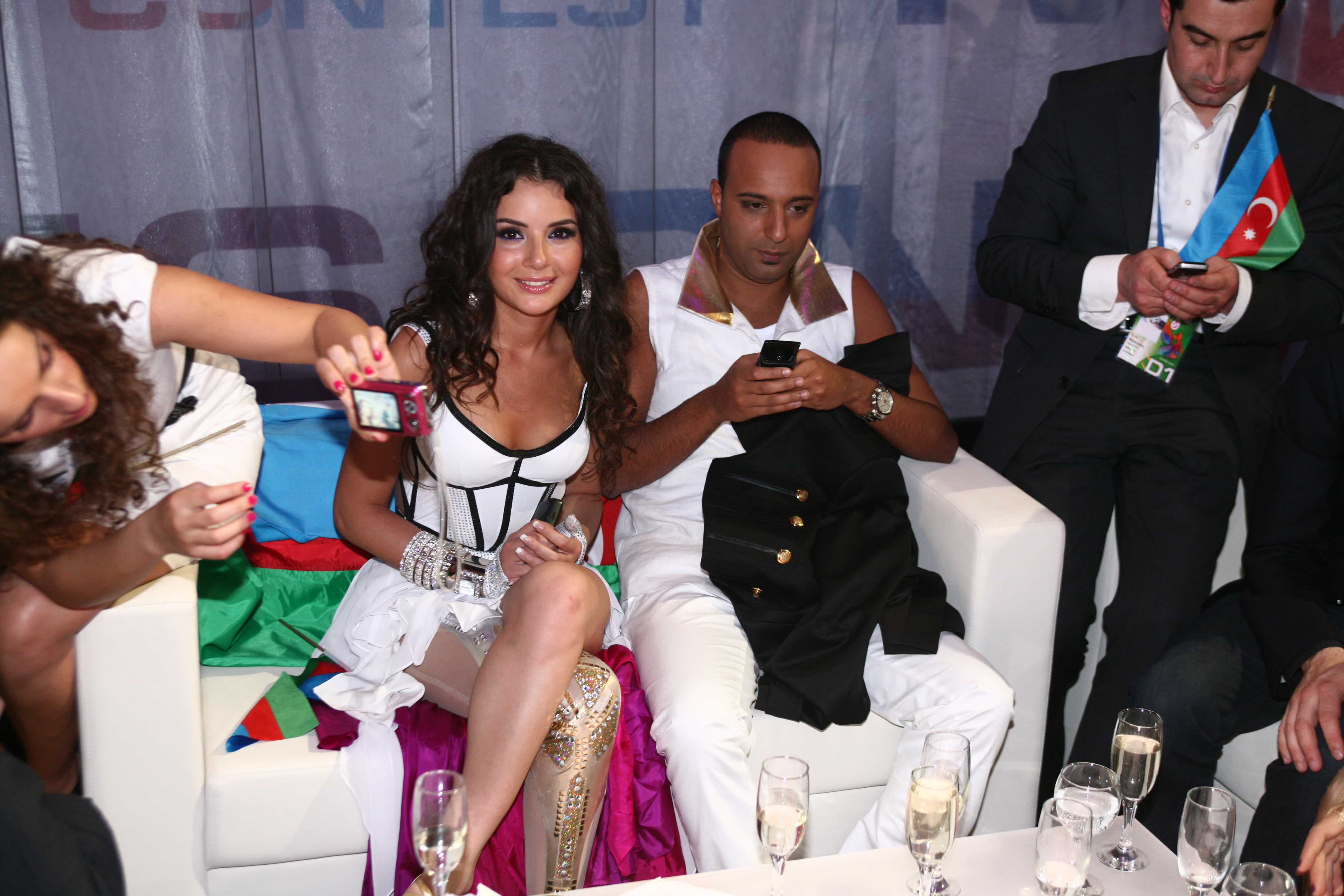
آرش در مسابقه یورو ویژن ۲۰۰۹ به همراه آیسل

او در مسابقه آواز یوروویژن ۲۰۰۹، به همراه آیسل تیمورزاده نمایندهٔ جمهوری آذربایجان با ترانهٔ ″همیشه″ که توسط آرش نوشته و ساخته شده‌بود، شرکت کرد. این ترانه توسط آیسل و آرش به صورت دونفری در نیمه‌نهایی ۲ مسابقات یوروویژن اجرا شد. این آهنگ برای فینال مسابقه آواز یوروویژن که در ۱۶ مه ۲۰۰۹ برگزار شد، واجد شرایط شد و سوم شد. آرش در یکی از مصاحبه‌های خود دربارهٔ تصمیم خود برای نمایندگی آذربایجان در این مسابقه توضیح داد: «چرا شرکت کردم؟ من اصالتاً آذری هستم و دوست دارم در صعود مطمئن این کشور در تاریخ یوروویژن نقش داشته‌باشم.

## زندگی شخصی

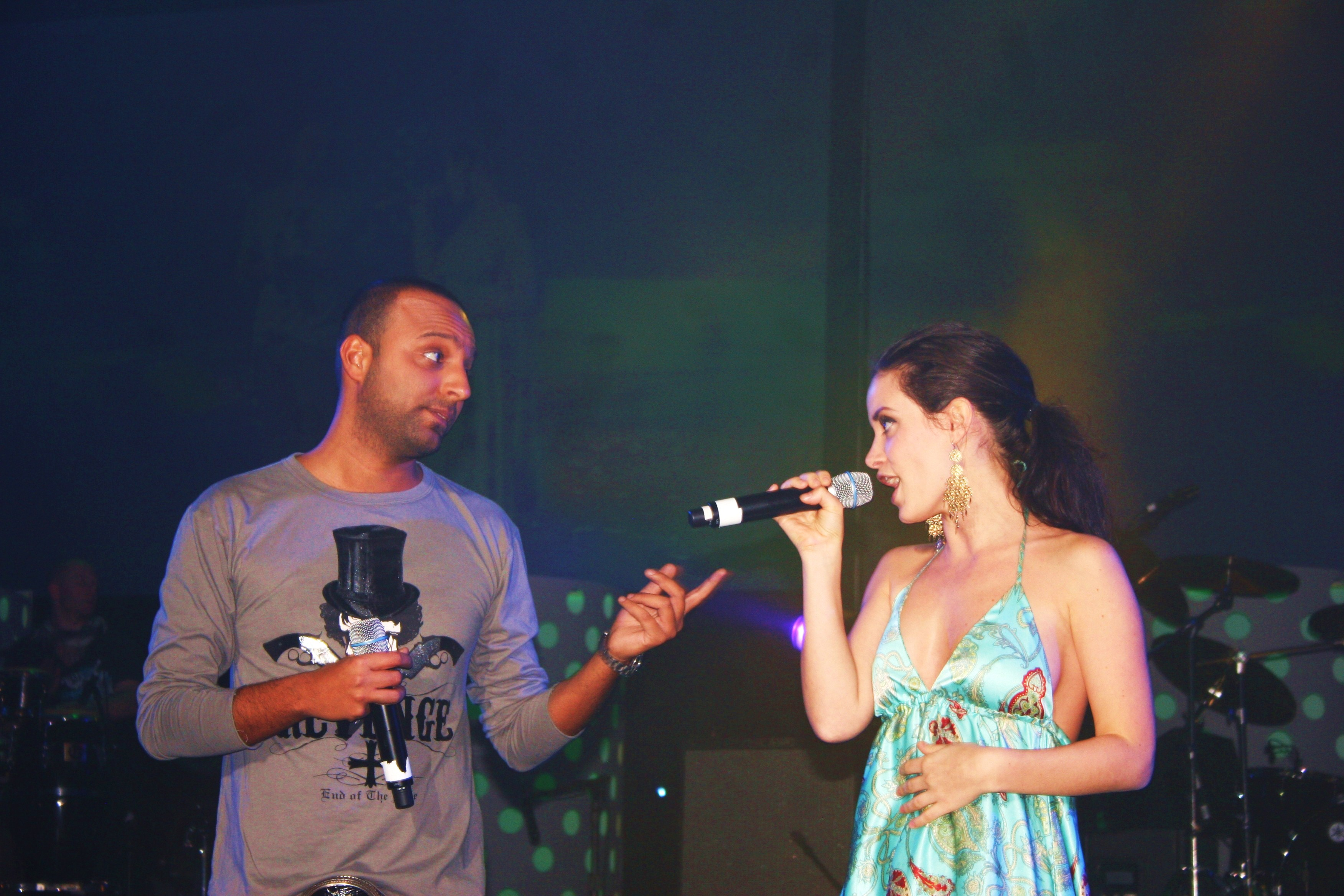
آرش و ربکا در سال ۲۰۰۸

وی در ماه مه ۲۰۱۱ در دبی با نامزد دیرینهٔ خود، بهناز انصاری ازدواج کرد و در سال ۲۰۱۲ صاحب دو فرزند دوقلو، یک پسر و یک دختر به نام‌های داریان و دنیا شد.

## ترانه‌شناسی

#### آلبوم‌های استودیویی
- آرش (۲۰۰۵)
- دنیا (۲۰۰۸)
- سوپرمن (۲۰۱۴)

## فیلم‌شناسی
- ۲۰۰۵: استاد لاف زدن به عنوان خوانندهٔ فیلم
- ۲۰۱۲: فصل کرگدن در نقش پسر (دوقلوها)